# Île Aucard
L'île Aucard est une île sur la Loire, en France, appartenant administrativement à Tours.

## Description
L'île s’étend sur une longueur de près de 920 m pour une largeur d'environ 200 m en son centre. Son altitude maximale est de 52 m. Traversée par le pont suspendu de Saint-Symphorien, elle contient le Stade municipal portant son nom.
Installée dans le lit endigué du fleuve, elle est soumise à un risque d'inondations lors de crues importantes de la Loire. Ce fut notamment le cas en 1941.

## Histoire

Vestiges du pont antique de l'île Aucard et matérialisation de son emprise.

Sous le Bas-Empire romain, un pont de bois, dont des vestiges ténus sont encore visibles, traversait la Loire au niveau de la partie est de l'île, dont rien ne permet toutefois d'attester la présence à cette époque.
Le pont médiéval de Tours, construit au XIe siècle, prenait appui, au milieu du fleuve, sur deux îles nommées l'île Saint-Maurice et l'île de l'Entrepont ; ce sont probablement ces îles qui sont par la suite connues sous le nom d'île Aucard. Elle tient en effet son nom de Louis Aucard, qui y avait une pâture pour le bétail au début du XVIe siècle, alors qu'elle appartenait au chapitre de l'église de Tours. Sa superficie était alors de 23 arpents, mais à la veille de la Révolution française, l'érosion due au courant et aux crues de la Loire avait réduit sa surface à deux arpents. 
Le pont médiéval ruiné ayant été démoli à partir de 1876, l'île Aucard sert d'appui à plusieurs piles de la passerelle Saint-Symphorien, qui est construite presque au même emplacement que le précédent pont et mise en service en 1847.

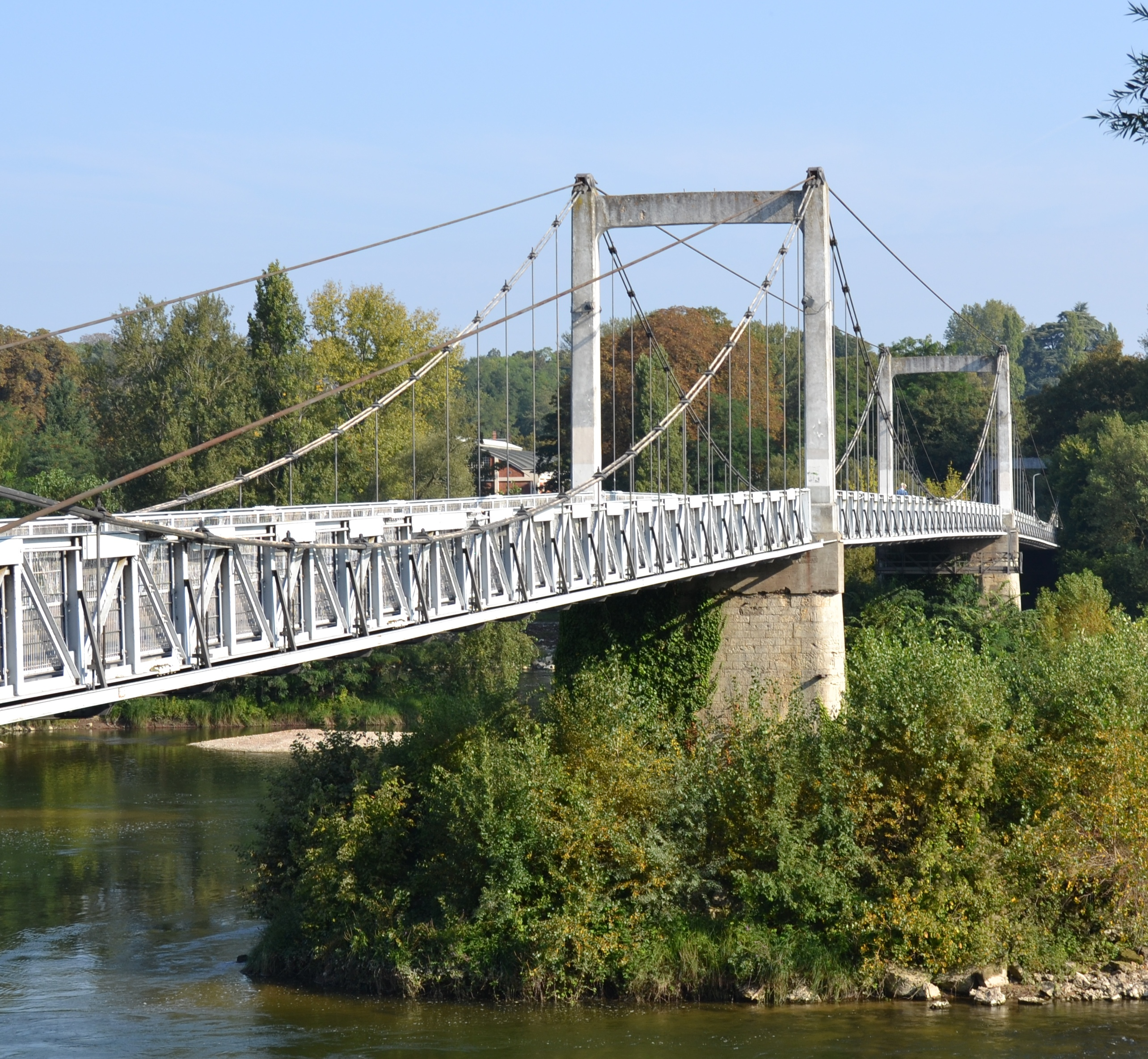
La passerelle Saint-Symphorien avec l'île Aucard en arrière-plan.

L'alimentation de Tours en eau potable est partiellement assurée par une station de pompage située dans l'île Aucard. Elle exploite un captage dans la zone alluviale sous-fluviale ainsi qu'un forage plus profond atteignant la nappe du Cénomanien. Cette station est mise en service en 1933 alors que les premiers sondages dans le sous-sol de l'île datent de 1909.
Pendant la Seconde Guerre mondiale, l'île accueille les troupes françaises avant d'être occupée, en 1940, par l'armée allemande. C'est là, le 20 juin 1940, que le préfet d'Indre-et-Loire et le maire de Tours rencontrent les autorités allemandes pour les premières négociations sur le statut de la ville. L'archevêque de Tours et un officier de l'armée française les accompagnent. 
Lieu sportif, l'île voit aussi un retour ponctuel du festival Aucard de Tours en août 2016, en raison de son annulation à la Gloriette, le site ayant été inondé.